# Voice (EP)
 Voice  (cách điệu thành VOICE) là  mini-album tiếng Nhật đầu tiên của ca sĩ Hàn Quốc Kim Tae-yeon. Đĩa được phát hành dưới dạng kỹ thuật số vào ngày 13 tháng 5 năm 2019 bởi SM Entertainment Japan, và phát hành dưới dạng đĩa cứng vào ngày 5 tháng 6 bởi EMI Records Japan và Universal Music Japan. Album bao gồm 6 bài hát, tính cả đĩa đơn chính cùng tên, "Voice".

## Bối cảnh phát hành
Ngày 12 tháng 4 năm 2019, SM Japan tiết lộ thông tin rằng mini-album tiếng Nhật đầu tiên của Taeyeon sẽ được phát hành vào tháng 6 cùng năm. Album gồm 6 bài hát, trong đó có ca khúc cùng tên "Voice".  Vào ngày 8 tháng 5 năm 2019, teaser cho video ca nhạc của ca khúc chính "Voice" được tiết lộ và thu hút ít nhiều sự quan tâm của công chúng nhờ hình ảnh rất nhiều Taeyeon trong video đồng thời xuất hiện và ca hát cùng nhau. Hai ngày sau, video ca nhạc chính thức được phát hành. Album chính thức được phát hành trên các trang nhạc số vào ngày 13 tháng 5 năm 2019.
Phiên bản đĩa cứng được phát hành vào ngày 5 tháng 6 cùng năm bao gồm 3 phiên bản khác nhau: Bản giới hạn A (Live Edition/CD+DVD); Bản giới hạn B (Visual Edition/CD+DVD/Photobook); và Bản CD thông thường. Theo đó, phiên bản A sẽ là CD và DVD chứa đựng 16 bài hát live của Taeyeon được trong showcase tour diễn ra hồi tháng 6 năm 2018 tại Nhật Bản. Bản B sẽ là CD và DVD của video ca nhạc cho ca khúc "Voice" và 1 bài phỏng vấn đặc biệt cũng như một cuốn photobook hứa hẹn ngập tràn những bức ảnh đẹp "hớp hồn" của nữ thần tượng sinh năm 1989.

## Sự đón nhận

### Nhật Bản
Voice ra mắt tại vị trí thứ 6 trên bảng xếp hạng Oricon Digital Albums với hơn 1,134 lượt tải về. Album ra mắt tại vị trí thứ 30 trên Billboard Japan Hot Albums và sau đó leo lên vị trí số 6 vào tuần thứ 2. EP ra mắt tại vị trí thứ 7 trên Billboard Japan Top Download Albums và vị trí thứ 4 trên Top Albums Sales với 19,330 bản ước tính được bán ra trên toàn quốc.
EP đứng thứ 2 trên bảng xếp hạng Oricon Daily Albums với 14,692 bản album cứng được bán ra. Album ra mắt tại vị trí thứ 6 trên Oricon Albums Chart với 17,174 bản album cứng được bán ra trong tuần đầu tiên.

### Quốc tế
Album ra mắt tại vị trí thứ 11 trên bảng xếp hạng Billboard World Albums vào tuần kết thúc vào ngày 25 tháng 5 năm 2019.

## Track listing
| Digital download / Phiên bản thường | Digital download / Phiên bản thường | Digital download / Phiên bản thường | Digital download / Phiên bản thường                         | Digital download / Phiên bản thường | Digital download / Phiên bản thường |
| STT                                 | Nhan đề                             | Phổ lời                             | Phổ nhạc                                                    | Arrangement                         | Thời lượng                          |
| ----------------------------------- | ----------------------------------- | ----------------------------------- | ----------------------------------------------------------- | ----------------------------------- | ----------------------------------- |
| 1.                                  | "Voice"                             | STY                                 | Aaron Benward Felicia Barton Matthew Tishler                | Matthew Tishler                     | 3:11                                |
| 2.                                  | "I Found You"                       | Ishiwatari Jyunji                   | Sebastian Thott Andreas Oberg Skylar Mones Courtney Woolsey | Sebastian Thott                     | 3:51                                |
| 3.                                  | "Horizon"                           | Ishiwatari Jyunji                   | Geek Boy Al Swettenham Megan Lee Andy Love                  | Geek Boy Al Swettenham              | 3:51                                |
| 4.                                  | "Vanilla"                           | Sara Sakurai                        | Joe Lawrence Linda Quero                                    | Joe Lawrence                        | 4:01                                |
| 5.                                  | "Turnt and Burnt"                   | STY                                 | Willie Weeks Yanka Lena                                     | Willie Weeks                        | 3:00                                |
| 6.                                  | "Signal"                            | STY                                 | Ricky Hanley Christie Prentice Daniel Sherman               | Daniel Sherman                      | 4:10                                |
| Tổng thời lượng:                    | Tổng thời lượng:                    | Tổng thời lượng:                    | Tổng thời lượng:                                            | Tổng thời lượng:                    | 22:10                               |

| CD+DVD - Limited Live Edition / Phiên bản A | CD+DVD - Limited Live Edition / Phiên bản A | CD+DVD - Limited Live Edition / Phiên bản A |
| STT                                         | Nhan đề                                     | Thời lượng                                  |
| ------------------------------------------- | ------------------------------------------- | ------------------------------------------- |
| 1.                                          | "「TAEYEON -JAPAN SHOW CASE TOUR 2018-」"   |                                             |

| CD+DVD - Limited Edition / Phiên bản B | CD+DVD - Limited Edition / Phiên bản B     | CD+DVD - Limited Edition / Phiên bản B |
| STT                                    | Nhan đề                                    | Thời lượng                             |
| -------------------------------------- | ------------------------------------------ | -------------------------------------- |
| 1.                                     | "「Voice」" (Music Video & Visual Makings) |                                        |

## Bảng xếp hạng
| Bảng xếp hạng (2019)               | Vị trí cao nhất |
| ---------------------------------- | --------------- |
| Album Nhật (Oricon Albums Chart)   | 6               |
| Japan Hot Albums (Billboard Japan) | 6               |
| Mỹ World Albums (Billboard)        | 11              |

### Doanh số bán đĩa
| Quốc gia | Doanh số |
| -------- | -------- |
| Nhật Bản | 18,700   |

## Lịch sử phát hành
| Khu vực  | Ngày                | Định dạng                   | Hãng đĩa                           | Ref.                 |
| -------- | ------------------- | --------------------------- | ---------------------------------- | -------------------- |
| Toàn cầu | 13 tháng 5 năm 2019 | Digital download, streaming | SM Entertainment Japan             | [ 5 ] [ 6 ]          |
| Nhật Bản | 5 tháng 6 năm 2019  | CD, CD+DVD                  | Universal Music Japan, EMI Records | [ 16 ] [ 17 ] [ 18 ] |